# Центрально-Європейський університет
Центральноєвропейський університет (угор. Közép-európai Egyetem, англ. Central European University, CEU) — приватний університет у Будапешті, Угорщина. Університет заснований у 1991 році та акредитований в Угорщині та США. Викладання ведеться англійською мовою. Сьогодні університет нараховує дві професійні школи, чотирнадцять факультетів і понад двадцять дослідницьких центрів. В університеті навчаються понад 1500 студентів із 100 країн світу, викладають бл. 300 науковців із понад 30 країн. Основну роль у фінансуванні закладу відіграє Джордж Сорос, що надав університетові бл. 900 млн доларів США.
У жовтні 2023 року Росія визнала університет «небажаною» організацією.
Від часу заснування основною місією університету є поширення засад свободи слова та відкритого суспільства.